# Somrak
Somrak (v překladu ze slovinštiny soumrak) je slovinská metalová kapela, která hraje satanistický black metal ve stylu švédských Watain. Vznikla v roce 2001. Debutní studiové album s názvem The Abhorred Blessings vyšlo v roce 2007, druhé The Blackwinged Serpent Crowned o pět let později, v roce 2012. Dále kapela vydala několik dem a split nahrávek.

## Diskografie

### Dema
- Live in MKC (2002)
- ...of Witches (2003)
- Demo MMV (2005)

### LP
- The Abhorred Blessings (2007)
- The Blackwinged Serpent Crowned (2012)